# 東京マラソン2020
東京マラソン2020（とうきょうマラソン2020、Tokyo Marathon 2020）は、2020年3月1日に東京都内の日本陸上競技連盟公認コースで行われた通算14回目の東京マラソン。

## 概要
今大会はマラソングランドチャンピオンシップ（MGC）ファイナルチャレンジ、アボット・ワールドマラソンメジャーズXIII第3戦を兼ねている。またワールドアスレティックスラベルロードレースもゴールドからプラチナに格上げした最初の大会となった。
参加定員は前回と同じく、マラソンが37500人、10km走が500人の、計38000人の予定だった。
しかし新型肺炎の世界的流行で国内でも感染拡大が懸念されるため、東京マラソン財団はエリートのみでの開催を決定した。なお参加料やチャリティ寄付金は返金されず、2021年または2022年大会に出走する際は別に参加料が必要。また関連行事のEXPO等も中止された。また当初11000人の予定だったボランティアもリーダーのみに大幅縮小された。

## レース
レースは定刻午前9時10分、横川浩日本陸上競技連盟会長の号砲によりスタート。

### 男子
先頭のペースメーカーは2時間03分台を狙うハイペースに設定されたが、この集団に井上大仁と大迫傑が果敢に食らいつく。設楽悠太や佐藤悠基は日本新記録を狙う第2集団でレースを進める。先頭集団は20kmを過ぎて急激にペースが上がり、大迫は23km手前で、井上も24km過ぎに集団から脱落。大迫は第2集団から飛び出した菊地賢人に追い上げを許したものの、単独走の中で持ち直し、32kmで井上を含む5位集団に追いつき、そのまま集団の前に出た。
先頭争いはビルハヌ・レゲセが38.5kmでシサイ・レマを突き放し、2時間04分15秒で連覇を達成。大迫は終盤脇腹を押さえるシーンが目立ったもののペースは落ちることなく、2時間05分29秒の日本新記録で4位に入り、東京オリンピック出場を確実にした。
第2集団も好記録が続出し、高久龍と上門大祐が2時間06分台、菊地・設楽ら7人が2時間07分台を記録。井上は終盤失速し2時間09分34秒の26位に終わった。

### 女子
序盤からハイペースで進み、35km手前からチェムタイ・サルピーターとベルハネ・ディババの一騎打ちとなる。ハイペースを維持したままディババを振り落としたサルピーターが2時間17分45秒の大会新記録で優勝を飾った。

## 競技結果
| 種目         | 金                                     | 金      | 銀                       | 銀      | 銅                               | 銅      |
| ------------ | -------------------------------------- | ------- | ------------------------ | ------- | -------------------------------- | ------- |
| 男子マラソン | ビルハヌ・レゲセ (ETH)                 | 2:04:15 | バシル・アブディ (BEL)   | 2:04:49 | シサイ・レマ (ETH)               | 2:04:51 |
| 女子マラソン | ロナー・チェムタイ・サルピーター (ISR) | 2:17:45 | ベルハネ・ディババ (ETH) | 2:18:35 | ストゥメ・アセファ・ケベデ (ETH) | 2:20:30 |
| 男子車いす   | 鈴木朋樹 (JPN)                         | 1:21:52 | 渡辺勝 (JPN)             | 1:30:00 | 洞ノ上浩太 (JPN)                 | 1:30:04 |
| 女子車いす   | 喜納翼 (JPN)                           | 1:40:00 | クリスティ・ドーズ (AUS) | 1:53:23 | 安川祐里香 (JPN)                 | 1:59:18 |

## 大会放送
本大会は2018年大会以来となるフジテレビ系列で生中継。またフジテレビオンデマンド（FOD）、民放公式ポータルサイト「TVer」でも地上波放送を同時配信した。
地上波テレビ放送
| 放送時間     | 表題 | ネット局                                                |
| ------------ | --- | ------------------------------------------------------- |
| 7:35 - 9:00  | 直前スペシャル『東京マラソン2020 五輪最後の1枠へ! 史上最速決戦徹底解剖スペシャル』[7]                                                                            | テレビ大分・テレビ宮崎[注釈 1] を除く26局ネット[注釈 2] |
| 9:00 - 11:50 | フジテレビ開局60周年特別番組 東京メトロスポーツスペシャル 東京マラソン2020 ～日本マラソン史上最速決戦!2:05:49切れば五輪最後の1枠へ～（選考会の部・生中継）[6][7] | FNS系列全国28局ネット                                   |
衛星放送
BSフジ 17:00 - 19:50（選考会の部・地上波録画）
CS放送・フジテレビNEXT ライブ・プレミアム
- 車いすマラソンの部

- 3月1日 8:50 - 11:00（生中継）・13:00 - 15:10（再放送）・21:50 - 翌2日0:00（再放送）
- 3月2日 19:00 - 21:10（再放送）
- 3月5日 23:20 - 翌6日1:30（再放送）

- エリートマラソン（選考会）の部

- 3月1日 19:00 - 21:50（地上波録画）
- 3月2日 14:00 - 16:50（再放送）
- 3月5日 20:30 - 23:20（再放送）

ラジオ
ニッポン放送 9:00 - 12:00（選考会の部・生中継）